# Anarrhotus fossulatus
Anarrhotus fossulatus är en spindelart som beskrevs av Simon 1902. Anarrhotus fossulatus ingår i släktet Anarrhotus och familjen hoppspindlar. Inga underarter finns listade i Catalogue of Life.